# Гуральня (село)
Гуральня —  село в Україні, у Львівському районі Львівської області. Населення становить 299 осіб. Орган місцевого самоврядування - Перемишлянська міська рада.